# Povrchová voda
Povrchová voda je voda všech vodních povrchových zdrojů (moře, řeky, rybníky, potoky).

## Druhy povrchové vody
- tekoucí voda (lotická)
- stojatá voda (lentická)
  - v uměle vytvořených nádržích (rybníky, nádrže, kanály)
  - v přírodních nádržích (jezera, potoky)

### Podle slanosti (salinity)
- slaná voda (moře, oceány)
- sladká voda (potoky, řeky, rybníky, nádrže)
- brakická voda

### Podle obsahu živin
Podle obsahu dusíku a fosforu, popřípadě i přítomnost draslíku a mikroprvků.
- ultraoligotrofní (velmi slabě úživné až neúživné vody)
- oligotrofní (slabě úživné)
- dystrofní – obsahují velké množství huminových kyselin (Může být obsahem dalších živin řazena mezi oligotrofní nebo mezotrofní)
- mesotrofní (středně úživné)
- eutrofní (silně úživné)
- polytrofní (velmi silně úživné)
- hypertrofní (vysoce úživné)

## Kvalita
Kvalita povrchové vody je dána saprobitou. Kvalita povrchové vody je nejen důležitá pro stabilitu krajiny ale dále i pro koupání a získávání pitné vody.
ČSN 75 7221 z roku 1998 pak určuje pět tříd jakosti podle 46 kritérií:
- velmi čistá voda
- čistá voda
- znečištěná voda
- silně znečištěna voda
- velmi silně znečištěná voda

### Saprobní index
- Katarobita (−1,5 – −0,5)
- Xenosaprobita (0,5 – −0,5)
- Oligosaprobita (1,5–0,5)
- Polysaprobita (2,5–1,5)
- β-Mezosaprobita (3,5–2,5)
- α-Mezosaprobita (4,5–3,5)
- Izosaprobita (5,5–4,5)
- Metasprobita (6,5–5,5)
- Hypersaprobita (7,5–6,5)
- Ultrasaprobita (7,5–8,5)

## Biologické parametry
- Termotolerantní koliformní bakterie
- Enterokoky
- Saprobní index makrozoobentosu
- Chlorofyl